# Mercedes Cup 2010 - Qualificazioni singolare
Le qualificazioni del singolare  del Mercedes Cup 2010 sono state un torneo di tennis preliminare per accedere alla fase finale della manifestazione. I vincitori dell'ultimo turno sono entrati di diritto nel tabellone principale. In caso di ritiro di uno o più giocatori aventi diritto a questi sono subentrati i lucky loser, ossia i giocatori che hanno perso nell'ultimo turno ma che avevano una classifica più alta rispetto agli altri partecipanti che avevano comunque perso nel turno finale.
Le qualificazioni del Mercedes Cup  2010 prevedevano 32 partecipanti di cui 4 sono entrati nel tabellone principale.

## Teste di serie
1. Evgenij Korolëv (primo turno)
2. Simone Bolelli (secondo turno)
3. Pablo Andújar (Qualificato)
4. Iván Navarro (Qualificato)

1. Óscar Hernández (ultimo turno)
2. Ivan Serheev (ultimo turno)
3. Victor Crivoi (Qualificato)
4. Daniel Muñoz de la Nava (ultimo turno)

## Qualificati
1. Victor Crivoi
2. Bastian Knittel

1. Pablo Andújar
2. Iván Navarro

## Tabellone

### Legenda
| - Q = Qualificato - WC = Wild card - LL = Lucky loser | - ALT = Alternate - SE = Special Exempt - PR = Protected Ranking | - w/o = Walkover - r = Ritirato - d = Squalificato |

### Sezione 1
|  | Primo turno     | Primo turno     | Primo turno     | Primo turno | Primo turno |  |  | Secondo turno   | Secondo turno   | Secondo turno   | Secondo turno | Secondo turno |   |   | Ultimo turno | Ultimo turno | Ultimo turno | Ultimo turno | Ultimo turno |  |
|  |                 |                 |                 |             |             |  |  |                 |                 |                 |               |               |   |   |              |              |              |              |              |  |
|  |                 | Jan Minar       | Jan Minar       | 6           | 6           |  |  |                 |                 |                 |               |               |   |   |              |              |              |              |              |  |
|  | 1               | Evgenij Korolëv | Evgenij Korolëv | 3           | 1           |  |  | Jan Minar       | Jan Minar       | Jan Minar       | 6             | 6             |   |   |              |              |              |              |              |  |
|  | Nicolas Reissig | Nicolas Reissig | Nicolas Reissig | 6           | 7           |  |  | Nicolas Reissig | Nicolas Reissig | Nicolas Reissig | 2             | 4             |   |   |              |              |              |              |              |  |
|  | Christian Magg  | Christian Magg  | Christian Magg  | 2           | 5           |  |  |                 |                 |                 |               |               |   |   |              | Jan Minar    | Jan Minar    | 4            | 4            |  |
|  | Louk Sorensen   | Louk Sorensen   | Louk Sorensen   | 6           | 6           |  |  |                 |                 | 7               | Victor Crivoi | Victor Crivoi | 6 | 6 |              |              |              |              |              |  |
|  | Florian Fallert | Florian Fallert | Florian Fallert | 3           | 4           |  |  |                 | Louk Sorensen   | Louk Sorensen   | 3             | 6             |   |   |              |              |              |              |              |  |
|  | 7               | Victor Crivoi   | Victor Crivoi   | 6           | 6           |  |  | 7               | Victor Crivoi   | Victor Crivoi   | 6             | 7             |   |   |              |              |              |              |              |  |
|  |                 | Sandro Ehrat    | Sandro Ehrat    | 4           | 1           |  |  |                 |                 |                 |               |               |   |   |              |              |              |              |              |  |

### Sezione 2
|  | Primo turno     | Primo turno     | Primo turno     | Primo turno | Primo turno |  |  | Secondo turno | Secondo turno   | Secondo turno | Secondo turno | Secondo turno |    |   | Ultimo turno | Ultimo turno    | Ultimo turno    | Ultimo turno | Ultimo turno |  |
|  |                 |                 |                 |             |             |  |  |               |                 |               |               |               |    |   |              |                 |                 |              |              |  |
|  | 2               | Simone Bolelli  | Simone Bolelli  | 7           | 6           |  |  |               |                 |               |               |               |    |   |              |                 |                 |              |              |  |
|  |                 | Ivo Klec        | Ivo Klec        | 6(1)        | 4           |  |  | 2             | Simone Bolelli  | 7             | 6(1)          | 4             |    |   |              |                 |                 |              |              |  |
|  | Bastian Knittel | Bastian Knittel | Bastian Knittel | 6           | 6           |  |  |               | Bastian Knittel | 65            | 7             | 6             |    |   |              |                 |                 |              |              |  |
|  | Tassilo Schmid  | Tassilo Schmid  | Tassilo Schmid  | 0           | 1           |  |  |               |                 |               |               |               |    |   |              | Bastian Knittel | Bastian Knittel | 7            | 6            |  |
|  | Rabie Chaki     | Rabie Chaki     | 6               | 4           | 6           |  |  |               |                 | 5             | Ó Hernández   | Ó Hernández   | 68 | 3 |              |                 |                 |              |              |  |
|  | Elmar Ejupovic  | Elmar Ejupovic  | 2               | 6           | 2           |  |  |               | Rabie Chaki     | Rabie Chaki   | 2             | 2             |    |   |              |                 |                 |              |              |  |
|  | 5               | Ó Hernández     | Ó Hernández     | 6           | 6           |  |  | 5             | Ó Hernández     | Ó Hernández   | 6             | 6             |    |   |              |                 |                 |              |              |  |
|  |                 | Jiří Vaněk      | Jiří Vaněk      | 4           | 2           |  |  |               |                 |               |               |               |    |   |              |                 |                 |              |              |  |

### Sezione 3
|  | Primo turno    | Primo turno     | Primo turno     | Primo turno | Primo turno |  |  | Secondo turno | Secondo turno | Secondo turno | Secondo turno | Secondo turno |   |   | Ultimo turno | Ultimo turno  | Ultimo turno | Ultimo turno | Ultimo turno |  |
|  |                |                 |                 |             |             |  |  |               |               |               |               |               |   |   |              |               |              |              |              |  |
|  | 3              | Pablo Andújar   | Pablo Andújar   | 6           | 6           |  |  |               |               |               |               |               |   |   |              |               |              |              |              |  |
|  |                | Sebastian Sachs | Sebastian Sachs | 2           | 4           |  |  | 3             | Pablo Andújar | Pablo Andújar | 6             | 6             |   |   |              |               |              |              |              |  |
|  | Valery Rudnev  | Valery Rudnev   | Valery Rudnev   | 6           | 6           |  |  |               | Valery Rudnev | Valery Rudnev | 1             | 2             |   |   |              |               |              |              |              |  |
|  | Denys Molčanov | Denys Molčanov  | Denys Molčanov  | 3           | 4           |  |  |               |               |               |               |               |   |   | 3            | Pablo Andújar | 6            | 4            | 6            |  |
|  | J-L Struff     | J-L Struff      | J-L Struff      | 6           | 6           |  |  |               |               | 6             | Ivan Serheev  | 4             | 6 | 4 |              |               |              |              |              |  |
|  | Marco Zelch    | Marco Zelch     | Marco Zelch     | 0           | 0           |  |  |               | J-L Struff    | 64            | 6             | 3             |   |   |              |               |              |              |              |  |
|  | 6              | Ivan Serheev    | Ivan Serheev    | 6           | 6           |  |  | 6             | Ivan Serheev  | 7             | 0             | 6             |   |   |              |               |              |              |              |  |
|  |                | M Ledovskikh    | M Ledovskikh    | 3           | 1           |  |  |               |               |               |               |               |   |   |              |               |              |              |              |  |

### Sezione 4
|  | Primo turno     | Primo turno        | Primo turno        | Primo turno | Primo turno |  |  | Secondo turno | Secondo turno      | Secondo turno      | Secondo turno      | Secondo turno |   |   | Ultimo turno | Ultimo turno | Ultimo turno | Ultimo turno | Ultimo turno |  |
|  |                 |                    |                    |             |             |  |  |               |                    |                    |                    |               |   |   |              |              |              |              |              |  |
|  | 4               | Iván Navarro       | Iván Navarro       | 7           | 7           |  |  |               |                    |                    |                    |               |   |   |              |              |              |              |              |  |
|  |                 | Philipp Oswald     | Philipp Oswald     | 63          | 63          |  |  | 4             | Iván Navarro       | Iván Navarro       | 6                  | 6             |   |   |              |              |              |              |              |  |
|  | J Pospíšil      | J Pospíšil         | J Pospíšil         | 6           | 6           |  |  |               | J Pospíšil         | J Pospíšil         | 1                  | 1             |   |   |              |              |              |              |              |  |
|  | Hiroki Moriya   | Hiroki Moriya      | Hiroki Moriya      | 1           | 4           |  |  |               |                    |                    |                    |               |   |   | 4            | Iván Navarro | 3            | 6            | 6            |  |
|  | Boris Pašanski  | Boris Pašanski     | Boris Pašanski     | 6           | 6           |  |  |               |                    | 8                  | D Muñoz de la Nava | 6             | 4 | 4 |              |              |              |              |              |  |
|  | Evgenij Donskoj | Evgenij Donskoj    | Evgenij Donskoj    | 4           | 4           |  |  |               | Boris Pašanski     | Boris Pašanski     | 2                  | 2             |   |   |              |              |              |              |              |  |
|  | 8               | D Muñoz de la Nava | D Muñoz de la Nava | 6           | 6           |  |  | 8             | D Muñoz de la Nava | D Muñoz de la Nava | 6                  | 6             |   |   |              |              |              |              |              |  |
|  |                 | Patrick Taubert    | Patrick Taubert    | 1           | 2           |  |  |               |                    |                    |                    |               |   |   |              |              |              |              |              |  |